# Stemma dell'Australia Meridionale

Stemma dell'Australia Meridionale

Lo stemma dell'Australia Meridionale (in lingua inglese, Coat of arms of South Australia) è l'emblema nazionale dell'omonimo Stato federato australiano.
Fu concesso dalla regina Elisabetta II del Regno Unito il 19 aprile 1984, allorché rimpiazzò il precedente stemma conferito nel 1936 da re Edoardo VIII.
Lo stemma è composto da uno scudo blu con al centro un disco dorato con una gazza australiana (simbolo non ufficiale dello Stato dell'Australia Meridionale ed ivi chiamata piping shrike).
Il disco dorato con la gazza australiana è il distintivo ufficiale (State badge) dell'Australia meridionale e compare anche sulla relativa bandiera. Il suo disegno è attribuito a Robert Craig, insegnante presso la Adelaide School of Arts, che lo avrebbe realizzato nel 1901, prima di essere modificato nel 1910 da Harry Gill.
Lo scudo è sovrastato da quattro fiori di Swainsona formosa, dal 1961 fiore simbolo dell'Australia Meridionale, su una corona rossa, gialla e blu, i colori ufficiali dello Stato.
Sotto lo scudo, invece, campeggiano su un prato spighe mature di grano e d'orzo, frutti (limoni e arance, nonché grappoli d'uva) e attrezzi da lavoro (due ingranaggi e un piccone), a simboleggiare la fertilità del suolo e le attività minerarie e industriali dell'Australia meridionale. 
Di fronte, infine, un drappo rosa e rosso reca il nome ufficiale dello Stato: "South Australia".